# Lunar (singolo)
Lunar è il secondo singolo promozionale di David Guetta, con la partecipazione di Afrojack, estratto dal quinto album in studio di Guetta, intitolato Nothing but the Beat.

## Tracce
- Digital download[1]

1. Lunar (featuring Afrojack) – 5:16

## Classifiche
| Classifica (2011) | Posizione massima |
| ----------------- | ----------------- |
| Spagna            | 45                |
| Regno Unito       | 90                |